# Navy Seals (computerspel)
Navy Seals is een computerspel voor diverse spelcomputers (zie infobox). Het spel werd ontwikkeld en uitgegeven door Ocean in 1990. Het spel is een zijwaartsscrollend actiespel
Dit computerspel is gebaseerd op de eveneens in 1990 verschenen gelijknamige actiefilm. De speler bestuurt de Navy SEALs elitetroepen van de VS; het doel is om projectielen van terroristen uit te schakelen door er een bom bij te plaatsen en snel weg te gaan voordat deze ontploft.
Het spel moet niet worden verward met het spel 'Navy Seal' uit 1989.

## Platforms
| Jaar | Platform                     |
| ---- | ---------------------------- |
| 1990 | Amstrad CPC, Commodore 64    |
| 1991 | Amiga, Atari ST, ZX Spectrum |

## Ontvangst
| Beoordeeld door                | Platform    | Datum          | Score |
| ------------------------------ | ----------- | -------------- | ----- |
| Crash!                         | ZX Spectrum | januari 1991   | 94%   |
| Sinclair User                  | ZX Spectrum | maart 1991     | 92%   |
| Your Sinclair                  | ZX Spectrum | februari 1991  | 86%   |
| Amiga Action                   | Amiga       | september 1991 | 80%   |
| Mean Machines                  | Amstrad CPC | december 1990  | 76%   |
| Computer and Video Games (CVG) | Amstrad CPC | februari 1991  | 75%   |
| Computer and Video Games (CVG) | ZX Spectrum | februari 1991  | 73%   |
| Amiga Joker                    | Amiga       | september 1991 | 71%   |
| Power Play                     | Atari ST    | juli 1991      | 57%   |
| Computer and Video Games (CVG) | Amiga       | september 1991 | 45%   |